# 馬亨蓋尖晶
馬亨蓋尖晶石（英語：Mahenge Spinal）是一種尖晶石，其顏色介於粉澄-粉紅色調。

## 歷史
2000年馬亨蓋礦區首次發現高品質的紅色尖晶石，此後每年產出量逐漸上漲。
2004年美國土桑展上展出由馬亨蓋礦區出所產的尖晶石原石，其中粉橙色最受市場歡迎。